# 正祖大王級驅逐艦
正祖大王級驅逐艦（KD-III Mod-2）是大韓民國海軍第四階段研制的新型驅逐艦。目前韓國政府採購了3艘同級艦，分別由現代重工业和大宇建船及海洋工程集團建造。首艦2022年7月28日下水，2024年11月27日服役。

## 簡介
正祖大王級是韓國海軍世宗大王級驅逐艦的第二批次，在前者的基礎上，該級艦擁有更強大的作戰能力，未來可作為攔截弹道导弹的平台使用。

## 同型艦
| 艦隻舷號 | 艦名         | 建造商   | 下水日期      | 服役日期       |
| -------- | ------------ | -------- | ------------- | -------------- |
| DDG-995  | 正祖大王号   | 現代重工 | 2022年7月28日 | 2024年11月27日 |
| DDG-996  | 茶山丁若镛号 | 現代重工 |               |                |
| DDG-997  |              | 現代重工 |               |                |

## 關聯項目

### 相关
- 大韓民國海軍
- 忠武公李舜臣級驅逐艦
- 廣開土大王級驅逐艦
- 世宗大王級驅逐艦

### 同类型舰
- 阿利伯克級驅逐艦 美国
- 摩耶级护卫舰 日本
- 愛宕型護衛艦 日本
- 金刚级驱逐舰 日本
- 052D型驅逐艦 中国
- 055型驅逐艦 中国